# Cordillera Huanzo
La cordillera Huanzo (en quechua, wansu) se encuentra en los Andes del Perú. Se extiende entre los 14 ° 30 y 15 ° 01 'S y 72 ° 10 y 73 ° 15W de aproximadamente 57 kilómetros. Está situada en la Región Apurímac, provincia de Antabamba, en la Región Arequipa, provincia de Castilla, la provincia de La Unión, en la región de Ayacucho, provincia de Parinacochas, y en la provincia de Chumbivilcas de la Región Cusco. La montaña más alta de la cordillera es Waych'awi (Hatun Waych'awi) a 5,445 metros.

## Montañas
La montaña más alta de la cordillera es Waych'awi (Hatun Waych'awi) a 5445 m. Otras montañas se enumeran a continuación:
| - Waytani, 5430 m - Waqrawiri, 5425 m - Waña, 5400 m - Allqa Walusa, 5334 m - Chankuwaña, 5331 m - Yana Yana, 5321 m - Wachu Willka, 5315 m - Qullpa K'uchu, 5300 m - Wamanripa, 5300 m - Wayunka, 5300 m - Willkarana, 5300 m - Ikma, 5291 m - Wiska Waqi, 5291 m - Aqu Suntu, 5243 m - Tintaya, 5230 m - Lunq'u, 5224 m - Kunturi, 5208 m - Chawpi Chawpi, 5200 m - Janq'u Q'awa, 5200 m - Hatunqullpa, 5200 m - Kuntur K'uchu, 5200 m - Kunturi, 5200 m - Minasniyuq, 5200 m - Pichaqani, 5200 m - Puka Suntu, 5200 m - Salli, 5200 m - Surimana, 5200 m - Wiska Tunqu, 5200 m - Sara Sara, 5195 m - Kisu Qutu, 5177 m - P'umpu Q'asa, 5169 m - Huch'uy Sara Sara, 5131 m - Llulluch'a, 5102 m - Inti Utka, 5100 m - Jalanta, 5100 m - Millu (Apurímac) millu, 5100 m - Mina Q'asa, 5100 m - Kunturillu, 5100 m - Puka Puka, 5100 m - Qullpa, 5100 m - Sullu Sullu, 5100 m - Wayta Urqu, 5100 m - Wila Quta, 5100 m - Yuraq Punta, 5100 m - Aqu Q'asa, 5091 m - Kimsa Chata, 5091 m - Aqu Suntu, 5081 m - Chhijmuni, 5080 m - Urpi Marka, 5068 m - Q'illu Urqu, 5038 m - Hatun Sisiwa, 5003 m - Yana Ranra, 5002 m - Anka Phawa, 5000 m - Anka Phawa (Puyca), 5000 m - Anqasi, 5000 m - Chaka Urqu, 5000 m - Challwa Q'asa, 5000 m - Chunta Pata, 5000 m - Chuqllu Chuqllu, 5000 m - Ch'uwañuma, 5000 m - Ch'iyara Ch'iyara, 5000 m - Hatun Pata, 5000 m - Kimsa Qaqa, 5000 m - Kinra, 5000 m | - Kunturi, 5000 m - Khirki Urqu, 5000 m - Khuchi Pata, 5000 m - Llimphiq, 5000 m - Lluqu Chuyma, 5000 m - Muntirayuq, 5000 m - Panti Pata, 5000 m - Paychi (Anta.-Esp.), 5000 m - Paychi (Anta.), 5000 m - Pilluni, 5000 m - Pirqa, 5000 m - Pirqasqa, 5000 m - Pisti Q'asa, 5000 m - Pukara, 5000 m - Puka Ranra, 5000 m - Puka Ranra (Arequ.), 5000 m - Qarwa K'uchu, 5000 m - Qarwa Urqu, 5000 m - Qillqa, 5000 m - Qillqata, 5000 m - Quncha Urqu, 5000 m - Quri Pawkara, 5000 m - Quri Waraqa, 5000 m - Q'illu, 5000 m - Q'illu Pachaka, 5000 m - Rumi Urqu, 5000 m - Runtu Quri, 5000 m - Saxa Q'awa, 5000 m - Sullu Marka, 5000 m - Surimana, 5000 m - Taypi Q'awa, 5000 m - Thujsa, 5000 m - T'alla Kallanka, 5000 m - Uturunku, 5000 m - Waman Ch'arpa, 5000 m - Wank'ayuq Saywa, 5000 m - Waqrawiri, 5000 m - Wayrawiri, 5000 m - Yana Urqu, 5000 m - Yawriwiri, 5000 m - Yuraq Apachita, 5000 m - Yuraq Kancha, 5000 m - Yuraq Rumi, 5000 m - Puka Urqu, 4950 m - Sisiwa, 4949 m - Saywa Punta, 4900 m - Allqa Q'awa, 4800 m - Challwa Q'asa, 4800 m - Chullumpi, 4800 m - Hatun Q'asa, 4800 m - Inka Urqu, 4800 m - Kuntur Wasi, 4800 m - Misa Urqu, 4800 m - Pachak Pata, 4800 m - Puka Urqu, 4800 m - Puma Ranra, 4800 m - Phiruru, 4800 m - Q'illu Wachu, 4800 m - Uqi Saywa, 4800 m - Utkhu, 4800 m - Yana Uqhu, 4800 m - Yuraq Urqu, 4800 m - Yuraq Wasina, 4800 m |